# Burmavägen (E45)

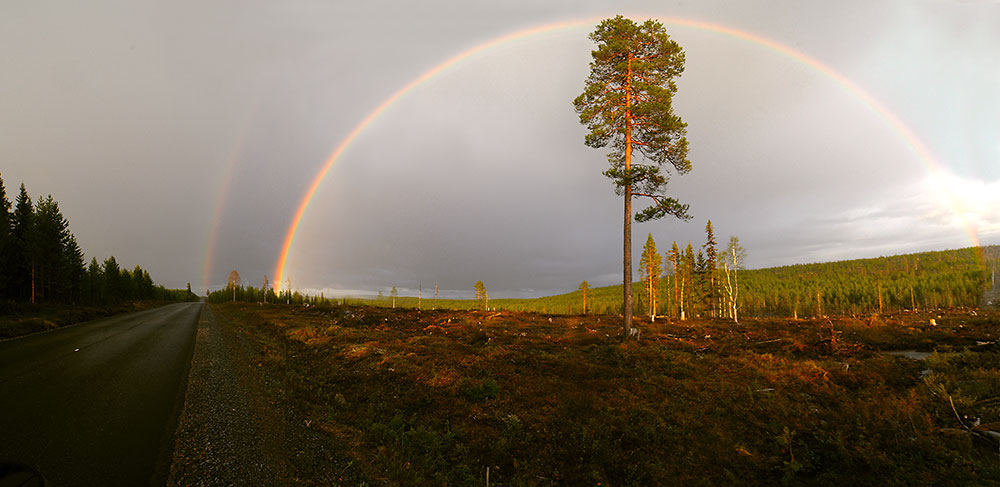
Regnbåge utmed Burmavägen, sedd omkring 2 km norr om Burmabron mot Svanaberget, 22 maj 2009.

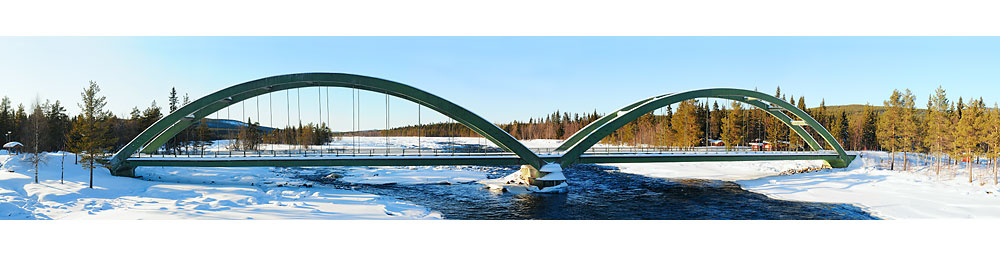
Burmabron sedd från E45:ans nya bro, februari 2009.

Burmavägen är i folkmun namnet på en del av E45 i Norrbottens län i Sverige. Den går mellan Moskosel i Arvidsjaurs kommun och Ottostorp i Jokkmokks kommun, där länsväg 374 ansluter till E45. Längden på vägsträckan är cirka 40 km.

## Bakgrund
Vägen byggdes som ett arbetsmarknadsprojekt i början av 1940-talet, där många av arbetarna kom från södra Sverige och bodde i barackläger.
Nyhetsrapporteringen dominerades då av andra världskriget. Det talades bland annat mycket om hur japanerna med hårda metoder tvingade krigsfångar att bygga vägar och järnvägar genom Burmas djungler, bland annat Burmavägen. Paralleller drogs till den egna situationen och vägen började bland vägarbetarna att kallas för Burmavägen. Detta namn spreds till lokalbefolkningen, och lever fortfarande kvar på kartor och vägskyltar.
Bågbron över Ljusselforsen i Pite älv började att kallas Burmabron. Denna bro, och alla andra broar längs Burmavägen, ersattes i början av 1990-talet av nya broar för ökad bärighetsklassning. Den gamla Burmabron finns dock kvar, och en rastplats ligger vid Burmabrons södra landfäste. Något uppströms om den norra broänden finns ytterligare en rastplats där det sommartid anordnas forsränning.

## Äldre vägsträckningar
Den första färdvägen mellan marknadsplatserna Arvidsjaur och Jokkmokk gick i en nästan rak nord-sydlig linje, med sträckning mellan nybyggena Moskosel - Varjisträsk - Juokel - Tårrajaur.
Den första bilvägen hade samma sträckning mellan Moskosel och Varjisträsk, med färja över Piteälven ett par kilometer uppströms Burmabron. Från Varjisträsk hade vägen en i stort sett ostlig sträckning till kronotorpet Norden, och sedan samma sträckning som dagens väg till Ottostorp. Förutom delen kring det övergivna färjeläget, finns den vägen kvar idag som allmän väg, och har nummer BD642/BD638.
1934 hade det stora järnvägsbygget Inlandsbanan nått dessa trakter, och en kombinerad landsvägs- och järnvägsbro uppfördes åtta kilometer uppströms Burmabron. Inlandsvägen fick då en ny sträckning från Moskosel, via denna nya bro och med anslutning till den befintliga vägen strax norr om byn Åberget. Idag är denna en del av länsväg BD 638.

## Tekniska data

### Burmavägen
- Längd 40 km
- Vägbredd 6,5 m (samma idag)
- Linjestakad

### Burmabron
- Brotyp: bågbro, två spann
- Byggår: 1945
- Utförd av: AB Fundament
- Underbyggnad: betong
- Överbyggnad: betong
- Längd: 124,7 m
- Spännvidd: 57,25 m + 57,25 m
- Bredd: 5,0 m